# Phil LaMarr

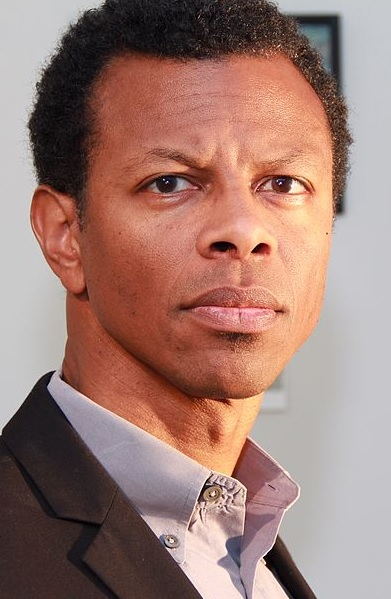
Phil LaMarr in 2014

Phillip LaMarr (24 januari 1967) is een Amerikaanse acteur, stemacteur, komiek en schrijver. Hij is een van de originele castleden in de sketch televisieserie Mad TV en bekend vanwege zijn uitgebreide carrière als stemacteur. Verder speelde hij onder andere in de film Pulp Fiction als Marvin.

## Filmografie

### Liveaction

#### Film
| Jaar | Titel                            | Rol                          |
| ---- | -------------------------------- | ---------------------------- |
| 1994 | It's Pat                         | Stage Manager                |
| 1994 | Pulp Fiction                     | Marvin                       |
| 1996 | Bio-Dome                         | Assistent                    |
| 1998 | Suicide, the Comedy              | Erik                         |
| 1998 | The Thin Pink Line               | Jimmy "Licorice Whip" Wilson |
| 1998 | Free Enterprise                  | Eric                         |
| 1999 | Kill the Man                     | Marky Marx                   |
| 1999 | Eat Your Heart Out               | Stage Manager                |
| 2000 | Lost Cat                         | Lost Cat                     |
| 2000 | A Man Is Mostly Water            | Getuige                      |
| 2001 | Speaking of Sex                  | Joel Johnson, Jr.            |
| 2002 | Jane White Is Sick & Twisted     | Bert                         |
| 2002 | Cherish                          | Yoga Instructeur             |
| 2002 | Manna from Heaven                | Assistent van casino manager |
| 2003 | Evil Alien Conquerors            | Vel-Dan                      |
| 2004 | Spider-Man 2                     | Trein passagier              |
| 2005 | Back by Midnight                 | Mile Away                    |
| 2008 | Step Brothers                    | Tweede huiskoper             |
| 2011 | Real Steel                       | ESPN commentator             |
| 2013 | I Know That Voice (documentaire) | Zichzelf                     |
| 2014 | Men, Women & Children            | Psychiater                   |

#### Series
| Jaar | Titel                       | Rol         | Afleveringen                    |
| ---- | --------------------------- | ----------- | ------------------------------- |
| 1991 | Murphy Brown                | Ben Lawson  | "Q & A on FYI"                  |
| 1991 | The Royal Family            | Mr. Spencer | "Educating Al"                  |
| 1992 | Jake and the Fatman         | Assistent   | "There'll Be Some Changes Made" |
| 1993 | The Fresh Prince of Bel-Air | Edward      | "Robbing the Banks"             |